# Cherry Lips (Alexandra Stan)
Cherry Lips è un singolo della cantante rumena Alexandra Stan, pubblicato il 2 maggio 2022 via Universal Music Romania, come nono estratto dal quinto album in studio Rainbows.
Il brano è stato scritto e composto dalla Stan stessa insieme a Lorena Stoian, Paul Lorga e Tudor Ion.

## Video musicale
Il video del brano è stato rilasciato lo stesso 2 maggio 2022 sul canale YouTube ufficiale della cantante.
Il video è stato girato dal direttore Cladiu Burcā & Laurentiu Matei e prodotto dalla Universal Music Romania.